# Wim Brusse

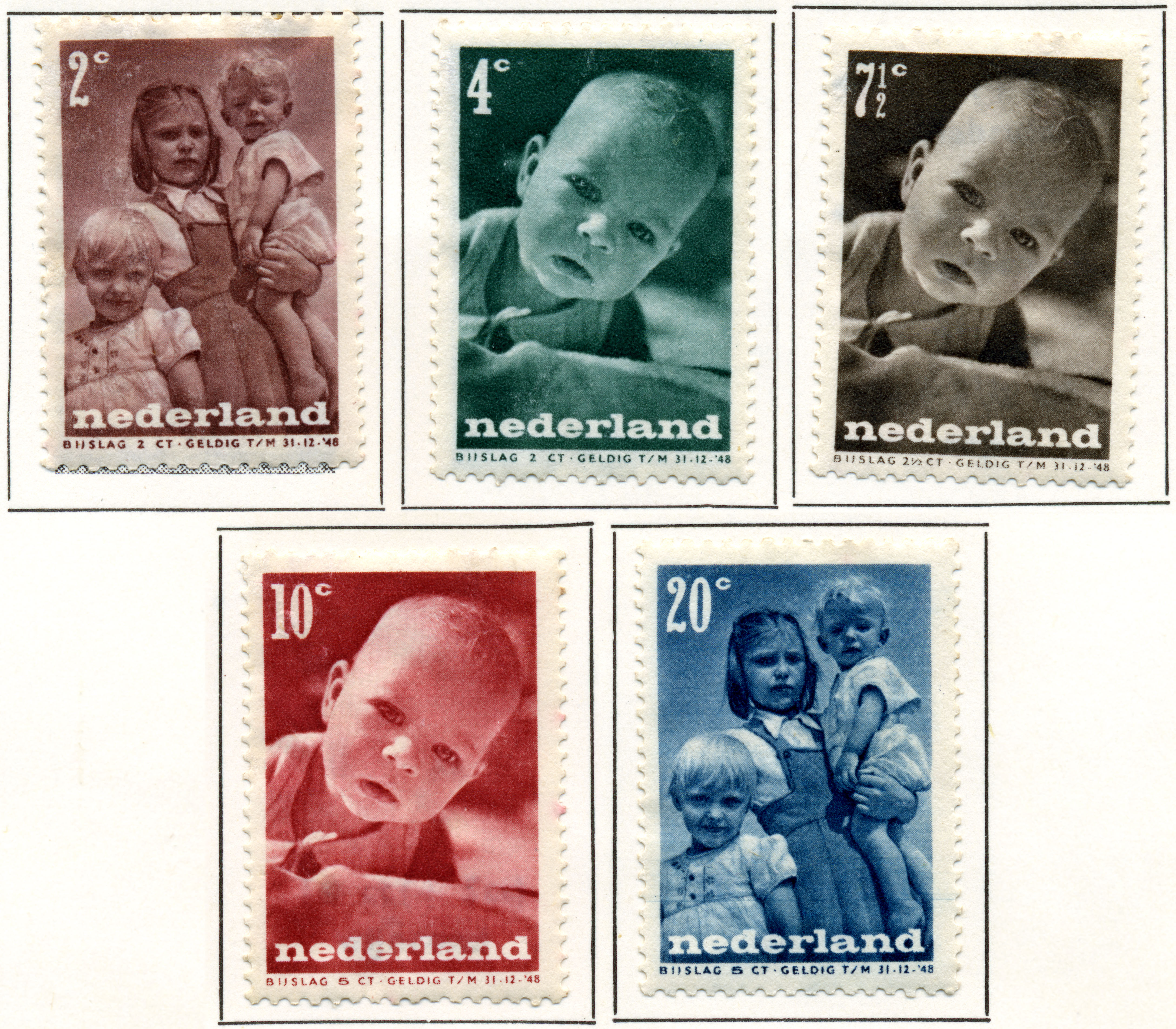
Kinderzegels 1947. Ontwerp van cijfers en letters door Wim Brusse en de foto's zijn gemaakt door zijn vrouw Eva Besnyö

Willem Lucas (Wim) Brusse (Rotterdam, 30 oktober 1910 – Amsterdam, 20 of 21 februari 1978) was een Nederlands grafisch ontwerper en boekbandontwerper. Brusse ontwierp ook diverse affiches. Hij werkte onder meer voor de firma van zijn oom (Willy) en zijn vader (Jo), W.L. & J. Brusse's Uitgeversmaatschappij in Rotterdam.
Brusse kreeg zijn opleiding tussen 1929 en 1933 aan de Academie van Beeldende Kunsten in Den Haag waar hij sterk werd beïnvloed door de kunstenaars Gerard Kiljan en Paul Schuitema.
In de periode 1940-1945 sloot hij zich aan bij het verzet in Amsterdam. In 1946 trouwde hij met de fotografe Eva Besnyö, (Boedapest 1910–Laren 2003); zij kregen twee kinderen.
Als docent gaf Brusse les op de Rietveldacademie in Amsterdam.